# Iouri Poïarkov
Iouri Mikhaïlovitch Poïarkov (en russe : Юрий Михайлович Поярков) est un joueur de volley-ball soviétique puis ukrainien, né le 10 février 1937 à Kharkiv (aujourd'hui Kharkiv en Ukraine) et mort le 10 février 2017, le jour de ses 80 ans. 
Il fait partie de l'équipe d'URSS de volley-ball de 1960 à 1972 et en est le capitaine de 1965 à 1972. En club, il évolue toute sa carrière au Burevestnik Kharkiv.

## Palmarès
- Jeux olympiques :
  - 1964 :  Médaille d'or
  - 1968 :  Médaille d'or
  - 1972 :  Médaille de bronze
- Championnat du monde :
  - 1960 :  Médaille d'or
  - 1962 :  Médaille d'or
  - 1966 :  Médaille de bronze
- Championnat d'Europe :
  - 1967 :  Médaille d'or
  - 1971 :  Médaille d'or
  - 1963 :  Médaille de bronze
- Coupe du monde :
  - 1965 :  Médaille d'or
  - 1969 :  Médaille de bronze
- Championnat d'URSS
  - 1967 :  Champion